# Zafiro Yogo
Los zafiros Yogo son una variedad de corindón que solo se encuentran en Yogo Gulch, parte de las montañas Little Belt, Montana, Estados Unidos.Los Zafiro Yogos suelen ser azul aciano, resultado de trazas de hierro y titanio. Tienen una gran claridad uniforme y mantienen su brillo bajo la luz artificial. Debido a que los zafiros Yogo se encuentran dentro de un dique vertical de inmersión ígnea resistente, los esfuerzos de la minería han sido esporádicas y raramente rentables. Se estima que al menos 28 millones de quilates de Yogos se encuentran todavía en el suelo. Hoy en día, varios zafiros Yogo son parte de la colección de la joya del Instituto Smithsoniano
Los Zafiros Yogo no fueron inicialmente reconocidos ni valorados. El oro fue descubierto en Yogo Creek (Estero Yogo) en 1866, y aunque algunas "piedras azules" se observaron junto con el oro en el aluvión para 1878, no fue hasta 1894 que las "piedras azules" fueron reconocidos como zafiros.